# Paolo di Canio
Paolo Di Canio (Róma, 1968. július 9. –) olasz labdarúgó, edző.

## Fiatalkora
Paolo Di Canio Róma Quarticciolo kerületében született 1968-ban. Ez a kerület jellemzően az AS Rómáért lelkesedő munkásosztály lakta terület volt, di Canio azonban már ekkor kijelentette, hogy ő csakis a SS Lazio csapatában akar játszani."

## Pályafutása

### Olaszországi évek
1985-ben igazolt az SS Lazio futballcsapatához, hogy a szülővárosában játszhasson. A felnőtt együttesben 1988 októberében mutatkozott be, az 1988-1989-es idényben 30 bajnokin lépett pályára. Első római derbién győztes gólt szerzett, így a szurkolók hamar megkedvelték. 1990-ben átigazolt Olaszország egyik legnagyobb klubjához, a Juventushoz. 1993-ig maradt a Juventusnál, és bár a torinóiakkal UEFA-kupát nyert, olyan vetélytársai voltak a csapatba kerülésért, mint Roberto Baggio, Salvatore Schillaci, vagy Andreas Möller. Két egymást követő szezonban az SSC Napoliban és az AC Milannál futballozott, utóbbi csapattal bajnoki címet nyert.

### Celtic
1996-ban igazolt a Celtichez, ahol jó szezonja volt (37 meccsen 15 gólt szerzett), és megválasztották az év játékosának is. 1997 márciusában a Rangers FC elleni rangadón csúnyán összeveszett az ellenfél játékosával, Ian Fergusonnal, amiért kiállították, és utólag el is tiltották. A szezon végeztével fizetésemelést követelt a Celtic FC vezetőségétől, amit a klub elutasított, minek után di Canio júliusban nem volt hajlandó csatlakozni az új idényre készülő csapathoz.

### Sheffield Wednesday
Ezt követően az angol Premiershipbe, a Sheffield Wednesday FC-hez szerződött 4.2 millió fontért. Az 1997-98-as szezonban 14 góljával a csapat házi gólkirálya lett.
Angliában, Di Canio híres volt egy incidense miatt, amit karrierje csúcsán 1998-ban követett el Paul Alcock ellen, akit lelökött a földre, miután kiállították. Tettéért 12 mérkőzésre szóló eltiltást és 10 ezer fontos büntetést kapott.

### West Ham United
1999 januárjában Di Canio átigazolt a West Ham Unitedhez és segített a csapatnak elérni az 5. helyet Premier League-ben. A szezon elejének nagy részét az eltiltása miatt ki kellett hagynia, de Harry Redknapp, a klub edzője adott még egy esélyt neki, mert ahogy ő fogalmazott, olyan dolgokra képes a labdával amire csak nagyon kevesen, és di Canio is megbánta tettét egy interjúban. 2000-ben a Wimbledon elleni találata a BBC Match of the Day című sportműsora szerint a „szezon gólja” volt. Ebben a szezonban ő volt a klub szurkolóinak szavazása alapján "az Év Kalapácsa".
2001-ben megnyerte a FIFA Fair play díját, miután 2000 decemberében az Everton kapusa, Paul Gerrard megsérült és ahelyett, hogy gólt szerzett volna, az olasz a tizenhatoson belül kézbe kapta a labdát, és megvárta, míg a sérült labdarúgóhoz bejön az orvos és a gyúró. A Goodison Park közönsége megtapsolta Di Caniot a sportszerű megmozdulásért.

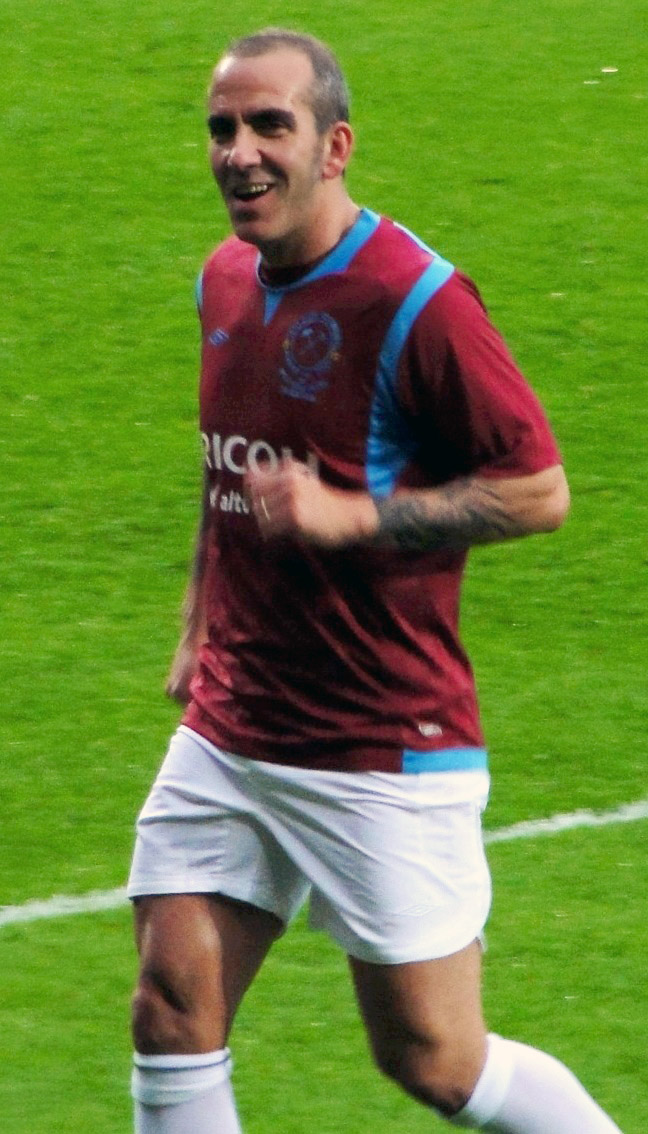
Di Canio az Upton Parkban a West Ham játékosaként.

### Charlton Athletic
2003-ban átigazolt a Charlton Athletic-hez és segített a londoni csapatnak elérni legjobb Premier League eredményét, egy 7. helyet. Az Arsenal ellen sokáig emlékezetes "panenkás" mozdulattal értékesítette a csapatának megítélt büntetőt. 2003 októberében a Portsmouth ellen csereként beállva fontos egyenlítő gólt szerzett a mérkőzés hajrájában.

### Visszatérés a Lazióhoz
2004 augusztusában átigazolt első csapatához a Laziohoz. Tizenöt év után egy „római derbin” gólt szerzett di Canio, a szurkolók kedvence, aki két szezont végigjátszott a csapatnál, mielőtt 2006 júliusában végleg visszavonult a profi futballtól, és levezetésképpen a Serie C2-ben szereplő Cisco Romához igazolt.

## Edzőként

### Swindon Town

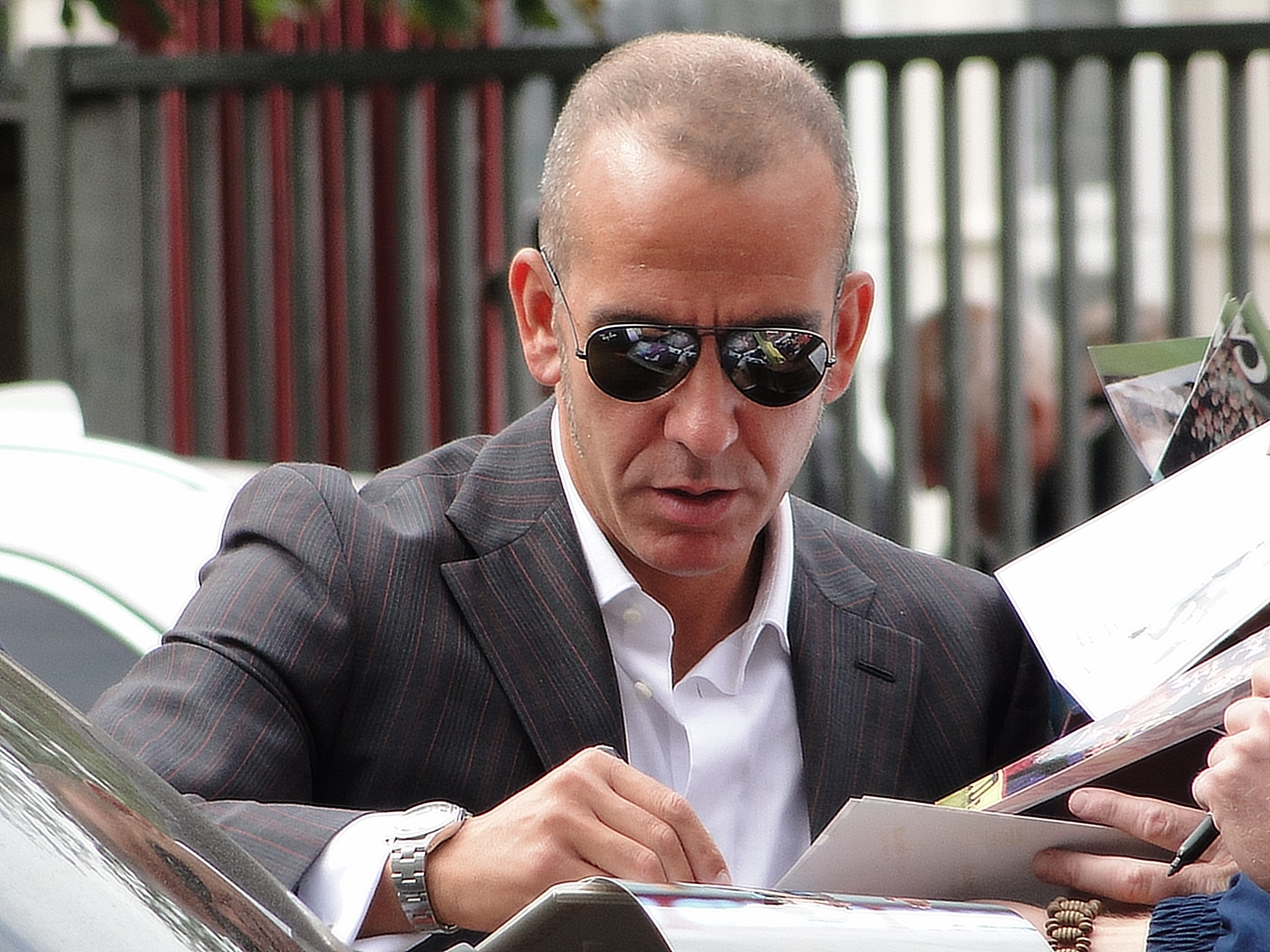
Di Canio az Boleyn Groundon, 2010. szeptember 11.

Edzői pályafutása 2011-ben kezdődött az angol negyedosztályban szereplő (League Two) Swindon Town csapatánál.
Irányítása alatt első 13 meccséből hetet elveszített a csapat a 2011/12-es évadban, ezután viszont egy tizenöt meccses veretlenségi sorozat következett, amivel visszakerült a feljutóesélyesek közé a csapat. 2011 karácsonya után tíz meccset megnyert sorozatban, amivel klubcsúcsot döntött és előnyt szerzett üldözőivel szemben a tabella élén. A feljutás 2012. április 21-én vált biztossá, amikor bár a Swindon 3-1-re kikapott a Gillinghamtől, a szintén a feljutásért harcoló Torquay United sem tudott győzni az AFC Wimbledon otthonában. Egy héttel később, a Port Vale 5-0-s kiütésével az is eldőlt, hogy a Swindon bajnokként jut vissza a League One-ba. A klub a kupában is jól szerepelt. Az FA Kupában a harmadik fordulóban kiejtette a Premier League-ben szereplő Wigan Athleticet, mielőtt a negyedik körben kiesett volna a másodosztályú Leicester City ellen. A Football League Trophyban a döntőig jutott, de a Wembleyben végül kikapott a Chesterfieldtől.
A csapat remekül kezdte a 2012/13-as szezont és úgy tűnt, jó esélye van rá, hogy sorozatban másodszor is kiharcolja a feljutást. 2013. február 18-án azonban beadta a felmondását, a vezetőség etikátlan viselkedésére hivatkozva. Leginkább azt sérelmezte, hogy a tudta nélkül adták el Matt Ritchie-t.

### Sunderland
2013 márciusában a Sunderland csapatához szerződött és ekkor az volt a feladata, hogy mentse meg a csapatot az élvonalból való kieséstől, ezt Di Canio teljesítette, miután a hátralevő 7 meccsből 2 győzelmet és 2 döntetlent értek el 3 vereség mellett, az utolsó fordulóban kikaptak a Tottenham csapatától 1-0-ra, de miután a Wigan Athletic is vereséget szenvedett, bennmaradtak az élvonalban a "fekete macskák".
A 2013-14-es szezonban összesen 14 játékost szerződtetett a csapathoz Di Canio, többek között Simon Mignolet és Stéphane Sessègnon lett a csapat tagja, azonban a bajnokság nem indult jól a Sunderland számára, hiszen az első öt mérkőzés után 1 pontot szereztek és emiatt a vezetőség meneszette az olasz szakembert.

## Politikai nézetei
2005-ben saját politikai nézeteit így jellemezte "a fasiszta vagyok, nem rasszista."
A Lazio játékosaként gyakran köszöntötte a hazai szurkolókat fasiszta karlendítéssel, főleg vállaltan baloldali csapatok, így például az ősi rivális AS Roma és a Livorno elleni mérkőzéseken. Egy esetben a sokadik ilyen incidens után 7000 eurós büntetést kapott.  Önéletrajzi könyvében nyíltan éltette Benito Mussolini egykori fasiszta diktátort. 2010-ben részt vett Paolo Signorelli temetésén, aki arról vált nevezetessé, hogy újfasiszta terrortámadást szervezett, amiben 85 ember vesztette  életét. A temetésen újságírók lefényképezték di Caniót ahogy karlendítéssel tisztelgett az elhunyt koporsójánál. Nézetei edzői pályafutására is kihatással voltak, mikor kinevezték a Swindon Town FC vezetőedzőjének, a klub addigi főszponzora felbontotta szerződését a csapattal. 2013 márciusában, már a Sunderland edzője volt, amikor a klub alelnöke lemondott, mondván nem akar vele együtt dolgozni. Egy nyilatkozatában Mussolinit elveihez hű, erkölcsös személynek jellemezte, akit az emberek alaposan félreismertek.

## Statisztika

### Klub
| Klub adatok         | Klub adatok          | Klub adatok         | Bajnokság     | Bajnokság | Kupa          | Kupa       | Ligakupa      | Ligakupa | Nemzetközi kupa | Nemzetközi kupa | Összesen      | Összesen |
| Szezon              | Klub                 | Bajnokság           | Pályára lépés | Gólok     | Pályára lépés | Gólok      | Pályára lépsé | Gólok    | Pályára lépés   | Gólok           | Pályára lépés | Gólok    |
| Olaszország         | Olaszország          | Olaszország         | Bajnokság     | Bajnokság | Olasz Kupa    | Olasz Kupa |               |          | Nemzetközi kupa | Nemzetközi kupa | Összesen      | Összesen |
| ------------------- | -------------------- | ------------------- | ------------- | --------- | ------------- | ---------- | ------------- | -------- | --------------- | --------------- | ------------- | -------- |
| 1985–86             | Lazio                | Serie B             | 0             | 0         |               |            |               |          |                 |                 |               |          |
| 1987–88             | Lazio                | Serie B             | 0             | 0         |               |            |               |          |                 |                 |               |          |
| 1988–89             | Lazio                | Serie A             | 30            | 1         |               |            |               |          |                 |                 |               |          |
| 1989–90             | Lazio                | Serie A             | 24            | 3         |               |            |               |          |                 |                 |               |          |
| 1986–87             | Ternana (kölcsönben) | Serie C2            | 27            | 2         |               |            |               |          |                 |                 |               |          |
| Lazio               | Lazio                | Lazio               | 54            | 4         |               |            |               |          |                 |                 | 54            | 4        |
| 1990–91             | Juventus             | Serie A             | 23            | 3         |               |            |               |          |                 |                 |               |          |
| 1991–92             | Juventus             | Serie A             | 24            | 0         |               |            |               |          |                 |                 |               |          |
| 1992–93             | Juventus             | Serie A             | 31            | 3         |               |            |               |          |                 |                 |               |          |
|                     |                      |                     | 78            | 6         |               |            |               |          |                 |                 | 78            | 6        |
| 1993-94             | Napoli               | Serie A             | 26            | 5         |               |            |               |          |                 |                 |               |          |
| 1994–95             | Milan                | Serie A             | 15            | 1         |               |            |               |          |                 |                 |               |          |
| 1995–96             | Milan                | Serie A             | 22            | 5         |               |            |               |          |                 |                 |               |          |
| Milan               | Milan                | Milan               | 37            | 6         |               |            |               |          |                 |                 | 37            | 6        |
| Skócia              | Skócia               | Skócia              | Bajnokság     | Bajnokság | Skót Kupa     | Skót Kupa  | Ligakupa      | Ligakupa | Nemzetközi kupa | Nemzetközi kupa | Összesen      | Összesen |
| 1996–97             | Celtic               | SPL                 | 26            | 12        | 6             | 3          | 2             | 0        | 3               | 0               | 37            | 15       |
| Anglia              | Anglia               | Anglia              | Bajnokság     | Bajnokság | FA-kupa       | FA-kupa    | Ligakupa      | Ligakupa | Nemzetközi kupa | Nemzetközi kupa | Összesen      | Összesen |
| 1997–98             | Sheffield Wednesday  | Premier League      | 35            | 12        | 3             | 0          | 2             | 2        | –               | –               | 40            | 14       |
| 1998–99             | Sheffield Wednesday  | Premier League      | 6             | 3         | 0             | 0          | 2             | 0        | –               | –               | 8             | 3        |
| Sheffield Wednesday | Sheffield Wednesday  | Sheffield Wednesday | 41            | 15        | 3             | 0          | 4             | 2        | 0               | 0               | 48            | 17       |
| 1998-99             | West Ham United      | Premier League      | 13            | 4         | 0             | 0          | 0             | 0        | –               | –               | 13            | 4        |
| 1999-2000           | West Ham United      | Premier League      | 30            | 16        | 1             | 0          | 4             | 1        | 10              | 1               | 45            | 18       |
| 2000-01             | West Ham United      | Premier League      | 31            | 9         | 3             | 1          | 3             | 1        | –               | –               | 37            | 11       |
| 2001–02             | West Ham United      | Premier League      | 26            | 9         | 1             | 0          | 0             | 0        | –               | –               | 27            | 9        |
| 2002–03             | West Ham United      | Premier League      | 18            | 9         | 0             | 0          | 1             | 0        | –               | –               | 19            | 9        |
| West Ham United     | West Ham United      | West Ham United     | 118           | 48        | 5             | 1          | 8             | 2        | 10              | 1               | 141           | 51       |
| 2003-04             | Charlton Athletic    | Premier League      | 31            | 4         | 1             | 0          | 1             | 1        | –               | –               | 33            | 5        |
| Olaszország         | Olaszország          | Olaszország         | Bajnokság     | Bajnokság | Olasz Kupa    | Olasz Kupa |               |          | Nemzetközi kupa | Nemzetközi kupa | Összesen      | Összesen |
| 2004–05             | Lazio                | Serie A             | 23            | 6         |               |            |               |          |                 |                 |               |          |
| 2005–06             | Lazio                | Serie A             | 27            | 5         |               |            |               |          |                 |                 |               |          |
| Lazio               | Lazio                | Lazio               | 50            | 11        |               |            |               |          |                 |                 | 50            | 11       |
| Lazio               | Lazio                | Lazio               | 104           | 15        |               |            |               |          |                 |                 | 104           | 15       |
| 2006–07             | Cisco Roma           | Serie C2            | 28            | 7         |               |            |               |          |                 |                 |               |          |
| 2007–08             | Cisco Roma           | Serie C2            | 18            | 7         |               |            |               |          |                 |                 |               |          |
| Cisco Roma          | Cisco Roma           | Cisco Roma          | 46            | 14        |               |            |               |          |                 |                 | 46            | 14       |
| Összesen            | Olaszország          | Olaszország         | 318           | 48        |               |            |               |          |                 |                 |               |          |
| Összesen            | Skócia               | Skócia              | 26            | 12        | 6             | 3          | 2             | 0        | 3               | 0               | 37            | 15       |
| Összesen            | Anglia               | Anglia              | 190           | 67        | 9             | 1          | 13            | 5        | 10              | 1               | 222           | 74       |
| Karrier összes      | Karrier összes       | Karrier összes      | 534           | 127       |               |            |               |          |                 |                 |               |          |

## Sikerei,díjai
- Juventus
  - Olasz labdarúgókupa-döntős: 1992
  - UEFA-kupa-győztes:  1993
  - Serie A-ezüstérmes: 1991-92
- AC Milan
  - UEFA-bajnokok ligája-döntős: 1995
  - UEFA-szuperkupa: 1994
  - Serie A: 1994-95
  - Interkontinentális kupadöntős: 1994
- Celtic
  - Skót bajnoki-ezüstérmes: 1996-97
- West Ham United
  - Intertotó-kupa-győztes : 1999
- Lazio
  - Olasz labdarúgó-szuperkupa-döntős: 2004
- Egyéni
  - Az év skót labdarúgója
- Edzőként
- Negyedosztályú bajnok a Swindon Town edzőjeként

## Magánélete
Di Canio testét több tetoválás borítja, ezek közül nem egy fasiszta jelképeket ábrázol. Jobb bicepszén egy "DUX" feliratot visel, ami az olasz újfasiszták Benito Mussolini éltetésére használt jelképe.(Mussolini Ducénak neveztette magát, erre utal a DUX.) Hátán a diktátor egész alakos portréja is megtalálható, valamint bal felkarján a West Ham United címerét viseli, mellkasán pedig édesapja arcképe látható.
Egy interjúban beszélt arról, hogy életére egyre nagyobb hatással volt a japán szamuráj kultúra.

## Filmje
1999 szeptemberében Paolo Di Canio szerepelt egy rövidfilmben, amelynek címe "Strade Parallele",  producere és rendezője pedig Luca Borri.

## Külső hivatkozások
- Football Database
- „Strade Parallele” – a film